# Daniels Pavļuts
Daniels Pavļuts (ur. 14 maja 1976 w Jurmale) – łotewski urzędnik państwowy, menedżer i polityk, poseł na Sejm Republiki Łotewskiej, w latach 2011–2014 minister gospodarki, od 2021 do 2022 minister zdrowia.

## Życiorys
W 1999 ukończył studia w Łotewskiej Akademii Muzycznej im. Jāzepsa Vītolsa, następnie studiował zarządzanie kulturą na City, University of London (1999–2000). Uzyskał dyplom MPA na Uniwersytecie Harvarda (2007). Pracował jako dyrektor wykonawczy festiwalu chórów, a także doradca dyrektora Łotewskiej Opery Narodowej. Był też dyrektorem spółki prawa handlowego.
W latach 2003–2006 sprawował funkcję sekretarza stanu w Ministerstwie Kultury, następnie przeszedł ponownie do biznesu, pracował m.in. w bankowości. W październiku 2011 objął funkcję ministra gospodarki w trzecim rządzie Valdisa Dombrovskisa z ramienia Partii Reform Zatlersa. Na przełomie 2013 i 2014 pełnił także obowiązki ministra ochrony środowiska i rozwoju regionalnego. Obie funkcje sprawował do stycznia 2014. Wyraził gotowość do kontynuowania pracy w rządzie, ale ostatecznie nie wszedł w skład nowego gabinetu Laimdoty Straujumy.
W 2017 stanął na czele nowego ugrupowania Ruch Za!, którego był współzałożycielem. Partia ta współtworzyła z formacją Dla Rozwoju Łotwy koalicję Dla Rozwoju/Za!, która w wyborach w 2018 przekroczyła próg wyborczy. Daniels Pavļuts uzyskał wówczas mandat posła na Sejm Republiki Łotewskiej. W styczniu 2021 dołączył do rządu Artursa Krišjānisa Kariņša, obejmując w nim stanowisko ministra zdrowia.
Po przegranych przez koalicję AP! wyborach w 2022 wraz z całym kierownictwem Ruchu Za! podał się do dymisji. W grudniu tegoż roku zakończył pełnienie funkcji rządowej.

## Życie prywatne
Żonaty, ma dwoje dzieci. Jego siostrą jest Sanita Pavļuta-Deslandes.